# Alexander Kluge
Alexander Kluge (ur. 14 lutego 1932 w Halberstadt) – niemiecki pisarz, reżyser, scenarzysta i producent filmowy. Jeden z wiodących intelektualistów w powojennych Niemczech. Czołowy przedstawiciel tzw. nowego kina niemieckiego.

## Życiorys

### Początki
Urodził się w 1932 w Halberstadt jako syn lekarza. Po ukończeniu szkoły średniej w Berlinie studiował prawo, historię i muzykę na uniwersytetach w Marburgu i Frankfurcie nad Menem. W 1956 uzyskał tytuł doktora prawa.
W czasie studiów we Frankfurcie Kluge zaprzyjaźnił się z filozofem Theodorem Adorno, który przedstawił go reżyserowi Fritzowi Langowi. Pierwsze kroki na planie filmowym stawiał Kluge jako asystent Langa w czasie produkcji Tygrysa z Esznapuru (1959).
Niedługo później stał się jednym z 26 sygnatariuszy Manifestu z Oberhausen (1962), który dał początek ruchowi znanemu jako nowe kino niemieckie (niem. Neuer Deutscher Film). Kluge wraz z kolegami-filmowcami domagał się odnowienia rodzimej kinematografii poprzez nowy język filmowy, odejście od obowiązującego kina papy i rozliczenie się z nazistowską przeszłością.

### Film
Debiut fabularny Klugego, Pożegnanie z dniem wczorajszym (1966), był sztandarowym filmem nowego kina niemieckiego. Stał się także pierwszym powojennym obrazem niemieckim, który zdobył ważne wyróżnienie na międzynarodowym festiwalu filmowym (Wielka Nagroda Jury na 27. MFF w Wenecji). Kolejny film twórcy, Artyści pod kopułą cyrku: bezradni (1968), nagrodzono na 29. MFF w Wenecji główną nagrodą, czyli Złotym Lwem.
Jego filmy nigdy nie odniosły sukcesów komercyjnych. Miały jednak olbrzymie znaczenie na formowanie się nurtu nowego kina niemieckiego i zajmują ważne miejsce w historii kina. Od 1988 Kluge nie nakręcił żadnego filmu, koncentrując się na pracy dla telewizji.

### Literatura
Kluge to również jedna z najważniejszych postaci niemieckiej literatury końca XX w. Jego utwory prozatorskie to przeważnie opowiadania, które wyróżnia eksperymentalna forma i zdeklarowana krytyka społeczna. Jest laureatem najbardziej prestiżowego niemieckojęzycznego wyróżnienia literackiego, Nagrody im. Georga Büchnera (2003).

### Filozofia
W 1972 Kluge wydał napisaną wraz z filozofem, Oskarem Negtem, monumentalną krytykę sformułowanej przez Jurgena Habermasa koncepcji mieszczańskiej sfery publicznej, zatytułowaną „Sfera publiczna i doświadczenie. Proletariackie i mieszczańskie kontrpubliczności” (niem: Öffentlichkeit und Erfahrung – Zur Organisationsanalyse von bürgerlicher und proletarischer Öffentlichkeit). Książka ta stanowiła przełom w analizach politycznych działań klas ludowych i do dziś stanowi główny punkt odniesienia wszystkich lewicowych krytyk Habermasa i ograniczania sfery publicznej wyłącznie do mieszczaństwa. Na Klugego i Negta powołują się między innymi: Nancy Fraser, autorka koncepcji feministycznych kontrpubliczności czy Michael Warner, analizujący queerowe i antyrasistowskie kontrpubliczności. Punktem wyjścia rozważań Klugego i Negta jest przyjęte przez Habermasa założenie o „braku historycznego znaczenia” plebejskich sfer publicznych (zawarte w Przedmowie „Strukturalnego przeobrażenia sfer publicznych” Habermasa i krytykowane również przez historyków ruchów społecznych, zob. np. C. Calhoun, „Habermas and the Public Sphere” 1990). Zaproponowana w „Sfera publiczna i doświadczenie” konstrukcja kontrpubliczności zwraca uwagę na proces wytwarzania podmiotowości w jej społecznym i kulturowym kontekście, koncentruje się – po marksowsku – na produkcji i określa ludowe sfery publiczne jako zawsze działające w podwójnej opozycji: względem aparatu państwa i jego ideologii oraz wobec elit społeczno-kulturowych.

## Wybrana filmografia

### reżyser
- 1966: Pożegnanie z dniem wczorajszym (Abschied von gestern)
- 1968: Artyści pod kopułą cyrku: bezradni (Die Artisten in der Zirkuskuppel: Ratlos)
- 1971: Der große Verhau
- 1972: Willi Tobler i zatonięcie VI Floty (Willi Tobler und der Untergang der 6. Flotte) – film telewizyjny
- 1973: Gelegenheitsarbeit einer Sklavin
- 1974: In Gefahr und größter Not bringt der Mittelweg den Tod – współreżyser
- 1976: Mocny Ferdynand (Der starke Ferdinand)
- 1979: Patriotka (Die Patriotin)
- 1983: Potęga uczuć (Die Macht der Gefühle)
- 1985: Der Angriff der Gegenwart auf die übrige Zeit
- 1986: Vermischte Nachrichten[6][7]

## Odznaczenia
- Order Zasługi Saksonii-Anhaltu (2022)[8]